# 사회대응형과학
사회대응형과학(社會對應型科學, Regulatory science)은 다양한 산업, 특히 건강 또는 안전과 관련된 산업에서 규제가 기반이 되는 과학 및 기술 기반이다. 미국에서 이러한 원칙을 채택하는 규제 기관에는 예를 들어 식품 및 의료 제품에 대한 FDA, 환경에 대한 EPA 및 작업 안전에 대한 OSHA(Occupational Safety and Health Administration)가 포함된다.
사회대응형과학은 규제의 행정적 또는 법적 측면을 언급하는 규제 업무 및 규제법과 대조된다.

## 추가 문헌
- Honda, Hiroshi (2016). “Overview of Issues and Discussions in Regulatory Science and Engineering over the Past Four Years in Global Arena” (PDF). 《American Journal of Environmental Engineering and Science》 3 (1): 1–20. ISSN 2381-1153.